# Ninja Kamui
Ninja Kamui es una serie de televisión de anime japonesa producida por E&H production y Sola Entertainment que se estrenó en Hispanoamérica en el canal Adult Swim. Una transmisión japonesa de la serie siguió en Tokyo MX en julio de 2024. Posteriormente, se emitió en Japón en Tokyo MX de julio a septiembre de 2024. En junio de 2025, se anunciaron una segunda y una tercera temporada.

## Sinopsis
Después de escapar de su clan y esconderse en las zonas rurales de Estados Unidos, el ex ninja Joe Higan es emboscado por asesinos que imponen una retribución sangrienta sobre él y su familia por su traición. Después del ataque, Joe vuelve a ser conocido como Ninja Kamui para vengar a su familia y amigos y se propone acabar con el mismo clan que lo creó.

## Personajes
Higan / Joe Logan
 Seiyū: Kenjirō Tsuda
Un ex ninja que emprende un viaje para vengar a su familia. Higan y su familia vivían bajo el apellido Logan y ocultaban sus rostros reales con dispositivos en un intento de evitar ser detectados por el clan.
Mari / Sara Logan
 Seiyū: Yuriko Hino
La esposa de Joe,  que también fue una ninja. El clan la asesina junto con Kyle.
Ren / Kyle Logan
 Seiyū: Arata Kimura
El hijo de Joe y Sara que celebró su cumpleaños el día del ataque del clan. Es asesinado junto con Sara por el clan.
Mike Moriss
 Seiyū: Atsushi Ono
Un agente del FBI que investiga las muertes de la familia de Joe y otros sujetos junto a Samanda.
Emma Samanda / Aska
 Seiyū: Yūki Wakai
Una joven agente del FBI que investiga las muertes de la familia de Joe y otros sujetos junto a Moriss. Emma en realidad es una ninja del clan al que Higan y Mari pertenecían siendo ella su mentora y figura materna. Se mantuvo en el clan ocupando el rol de observador mientras recopila información de AUZA.
Zai
 Seiyū: Yūichi Nakamura (actor nacido en 1980)
Un miembro de élite del clan de los ninja que solía hacer equipo con Higan y Marie, formando los tres un vínculo muy cercano entre ellos. Después de que Higan y Marie desertan del clan, Zai se siente traicionado y lleno de odio jura matar a Higan como venganza por abandonarlo.
Yamaji
 Seiyū: Kazuhiro Yamaji
El líder de los ninjas, a quienes adoctrina ensenándoles que su código ninja es lo más importante y rechaza cualquier tipo de emoción o rasgo individualista pues cree que los ninjas no necesitan personalidad y solo son herramientas vacías cuyo único propósito es servir cumpliendo su código por un bien superior para su nación.
Joseph
 Seiyū: Tatsumaru Tachibana
El dueño, CEO y fundador de AUZA, una compañía que desarrolla tecnología de última generación la cual se implementa en la sociedad en todo tipo de artefactos. En secreto, Joseph es socio de Yamaji, y a cambio de que él y sus ninjas trabajen como parte de la seguridad de AUZA, Joseph utiliza su tecnología para crear nuevos trajes para ellos que les incrementan sus habilidades.
Jason Cardenas
 Seiyū: Takashi Nagasako
Un ex empleado de AUZA experto en computación que fue despedido después de descubrir la corrupción dentro de esa corporación y los planes oscuros de Joseph y Yamaji, tras lo cual jura venganza contra ellos.
Kagari
 Seiyū: Takaya Hashi
Un miembro antiguo del clan ninja. Se desempeñaba como médico estudiando las capacidades de los cuerpos de los ninja. Pero después de la deserción de Higan y Marie, Kagari se opuso a Yamaji, quien lo asesinó. Sin embargo, fue capaz de revivir y desde entonces apoya a Higan actuando como su doctor.

## Producción y lanzamiento
La serie fue anunciada por Adult Swim el 18 de mayo de 2022 y está dirigida por Park Sung-hoo. Takashi Okazaki se encarga del diseño de los personajes. La serie está producida por E&H production y Sola Entertainment. El 22 de julio de 2023, en la Comic-Con de San Diego, Adult Swim presentó un avance de la serie y anunció que se estrenaría en algún momento de 2024. En enero de 2024, Adult Swim anunció que la serie se estrenaría el 11 de febrero de 2024 en formato doblado y subtitulado en inglés.
El tema de apertura de la serie es «Vengeance», interpretado por Coldrain, mientras que el tema de cierre es «Eye Openers», interpretado por Jessica Gelinas.
En junio de 2024, el director ejecutivo de Sola Entertainment, Joseph Chou, fue parafraseado a través de un comunicado de prensa de Business Wire que cubría el videojuego Shinobi Origins, afirmando que se estaba preparando una segunda temporada del anime; sin embargo, varias horas después de su publicación, el productor ejecutivo del programa, Jason DeMarco, respondió a una publicación de Bluesky que "no se había anunciado" una segunda temporada. Al día siguiente, el comunicado de prensa fue retractado y Chou respondió a una consulta de Anime News Network, aclarando que el personal de relaciones públicas del juego había insertado la cita ellos mismos y que, si bien se estaban considerando ideas para una posible segunda temporada, "no hay nada oficial en absoluto". En junio de 2025, Adult Swim anunció en el Festival de Annecy que la serie se renovaría para una segunda y tercera temporada. La segunda temporada, titulada Ninja Kamui: Red Vendetta, está actualmente en producción y seguirá a Higan mientras descubre una nueva conspiración de proporciones cataclísmicas.

### Episodios

#### Primera temporada (2024)
| N.º en serie | N.º en temp. | Título        | Canción insertada                                                                                        | Dirigido por      | Escrito por       | Guion gráfico por | Fecha de emisión original | Fecha de emisión en Japón |
| ------------ | ------------ | ------------- | --- | ----------------- | ----------------- | ----------------- | ------------------------- | ------------------------- |
| 1            | 1            | «Episodio 1»  | "Stillness" interpretada por Steve Memmolo                                                               | Park Sung-hoo     | Shigeru Murakoshi | Park Sung-hoo     | 11 de febrero de 2024     | 2 de julio de 2024        |
| 2            | 2            | «Episodio 2»  | "Erupt" interpretada por Michael "Kasper" Abruzzese                                                      | Hiroki Itai       | Shigeru Murakoshi | Park Sung-hoo     | 18 de febrero de 2024     | 9 de julio de 2024        |
| 3            | 3            | «Episodio 3»  | "We Gon' Do Thi$" interpretada por Chez                                                                  | Hiro Ōki          | Akira Kindaichi   | Park Sung-hoo     | 25 de febrero de 2024     | 16 de julio de 2024       |
| 4            | 4            | «Episodio 4»  | "Bitter Sweet" interpretada por Steve Memmolo                                                            | Yui Miura         | Shigeru Murakoshi | Hiroki Itai       | 3 de marzo de 2024        | 23 de julio de 2024       |
| 5            | 5            | «Episodio 5»  | "Legend Begin" interpretada por Michael "Kasper" Abruzzese                                               | Park Sung-hoo     | Kō Yoneyama       | Park Sung-hoo     | 10 de marzo de 2024       | 30 de julio de 2024       |
| 6            | 6            | «Episodio 6»  | "Super Volcano" interpretada por Toft Willingham                                                         | Masataka Akai     | Akira Kindaichi   | Park Sung-hoo     | 17 de marzo de 2024       | 6 de agosto de 2024       |
| 7            | 7            | «Episodio 7»  | "Super Volcano" interpretada por Toft Willingham                                                         | Hisatoshi Shimizu | Akira Kindaichi   | Yui Miura         | 24 de marzo de 2024       | 13 de agosto de 2024      |
| 8            | 8            | «Episodio 8»  | "Bitter Sweet" interpretada por Steve Memmolo                                                            | Yui Miura         | Kō Yoneyama       | Park Sung-hoo     | 31 de marzo de 2024       | 20 de agosto de 2024      |
| 9            | 9            | «Episodio 9»  | "Legend Begin" interpretada por Michael "Kasper" Abruzzese "Bitter Sweet" interpretada por Steve Memmolo | Takayuki Sano     | Shigeru Murakoshi | Takayuki Sano     | 7 de abril de 2024        | 27 de agosto de 2024      |
| 10           | 10           | «Episodio 10» | "Unbroken" interpretada por Toft Willingham                                                              | Hisatoshi Shimizu | Akira Kindaichi   | Park Sung-hoo     | 14 de abril de 2024       | 3 de septiembre de 2024   |
| 11           | 11           | «Episodio 11» | — | Yui Miura         | Shigeru Murakoshi | Park Sung-hoo     | 21 de abril de 2024       | 10 de septiembre de 2024  |
| 12           | 12           | «Episodio 12» | — | Hiroki Itai       | Kō Yoneyama       | Hiroki Itai       | 28 de abril de 2024       | 17 de septiembre de 2024  |
| 13           | 13           | «Episodio 13» | "Super Volcano" y "Chain Reaction" interpretada por Toft Willingham                                      | Park Sung-hoo     | Shigeru Murakoshi | Park Sung-hoo     | 5 de mayo de 2024         | 24 de septiembre de 2024  |

## Videojuego
Un videojuego precuela titulado Ninja Kamui: Shinobi Origins se lanzó el 30 de mayo de 2024 para Nintendo Switch. El juego está desarrollado por G.rev y publicado por Rainmaker Productions. Posteriormente fue portado a PlayStation 4 el 13 de noviembre de 2024 y a PlayStation 5 a través de compatibilidad con versiones anteriores.

## Recepción

### Respuesta de la crítica
Rafael Motamayor de IGN le dio a la serie una puntuación de 7/10. Elogió las impresionantes secuencias de acción, pero criticó la trama aburrida y los personajes poco interesantes, y calificó la animación generada por computadora de "poco inspiradora" y "decepcionante".

### Premios y nominaciones
En 2024, Ninja Kamui fue nominada a Mejor Serie de Anime en la 4.ª edición de los Premios Astra TV. La serie ganó el premio al Mejor Anime Original en la 9.ª edición de los Crunchyroll Anime Awards en 2025.
| Año  | Premio                   | Categoría            | Obra        | Resultado | Refs.  |
| ---- | ------------------------ | -------------------- | ----------- | --------- | ------ |
| 2024 | Premios Astra TV         | Mejor Serie de Anime | Ninja Kamui | Nominado  | [ 22 ] |
| 2025 | Crunchyroll Anime Awards | Mejor Anime Original | Ninja Kamui | Ganador   | [ 23 ] |